# Alacaatlı, Sındırgı
Alacaatlı là một xã thuộc huyện Sındırgı, tỉnh Balıkesir, Thổ Nhĩ Kỳ. Dân số thời điểm năm 2010 là 577 người.